# La Bohème (film 1917)
La Bohème è un film muto italiano del 1917 diretto da Amleto Palermi.